# Choose or Die
Choose or Die (Elige o muere en Hispanoamérica y España, y originalmente CURS> R) es una película británica de suspenso y terror dirigida por Toby Meakins y protagonizada por Asa Butterfield, Iola Evans, Eddie Marsan y Robert Englund. La película fue producida por Stigma Film. Es el debut como director de largometraje de Meakins.

## Argumento
Hal, hombre casado con una familia disfuncional, es un coleccionista de videojuegos retro que obtiene una copia de un juego de computadora de ficción interactiva ochentero llamado CURS>R. Hal instala el juego y comienza a jugar, esperando que no sea más que un clásico juego de aventuras basado en texto de los años 80. Sin embargo, cuando los objetos que lo rodean comienzan a interactuar con el juego, se da cuenta de que es algo más y culmina con su esposa Laura cortándole la lengua a su hijo Gabe.
Tres meses después, Kayla, una estudiante universitaria que trabaja como limpiadora para pagar sus estudios. Le proporciona tecnología nueva y antigua a su amigo Isaac, un experto en informática, quien a cambio la ayuda a aprender a programar para que pueda adquirir las habilidades necesarias para sus clases. La madre de Kayla, Thea, se ha vuelto drogadicta tras la muerte de su hijo Ricky y también sufre abusos psicológicos y sexuales por parte de su cobrador de alquileres, Lance, quien le suministra drogas y la obliga a prostituirse a cambio de no ser desalojada de su apartamento.
Un día, mientras visita a Isaac, Kayla descubre el juego CURS>R en su apartamento, junto con un número de teléfono que ofrece un premio de $125,000. Llama al número y recibe un mensaje grabado del Director de Terror diciéndole que complete el juego e inserte el código numérico al final para ganar el dinero. Kayla acepta el desafío y arregla un trato con Isaac para compartir el premio. Esa noche Kayla a las 2am, en una cafetería, instala el juego y al ejecutarlo descubre que el juego plantea opciones sobre lo que sucede a su alrededor donde el usuario debe elegir entre dos opciones so pena de morir si se niega, pero al hacerlo el juego interfiere con la realidad haciendo que la elección del jugador se cumpla de forma nefasta: el nivel uno del juego termina cuando las elecciones de Kayla obligan a la camarera del lugar a comer vidrios rotos hasta morir a pesar de sus intentos por salvarla; tras esto el juego da por superado el nivel y advierte que cada día a la misma hora se realizará un nuevo desafío. Al día siguiente, Kayla intenta detener el juego destruyendo la cinta. Le cuenta a Isaac lo que sucedió, pero a él le resulta difícil creer su historia; al mismo tiempo Lance comienza a acosarla revelando que volver a Thea una adicta y prostituta es solo una forma de forzar a Kayla a acostarse con él. 
Más tarde, mientras Kayla está trabajando en el turno de noche limpiando oficinas, a las 2am su madre la llama desesperadamente pidiendo ayuda. Kayla descubre que CURS>R ha poseído una computadora del lugar y la obliga a elegir formas de salvar a su madre de una rata gigante que la persigue por el departamento. Con Thea arrinconada en su dormitorio, Kayla solo puede evitar que sea devorada haciéndola saltar desde de la ventana a la calle y, gravemente herida, termina en el hospital. 
Esa noche, Kayla va al apartamento de Isaac y juntos intentan descubrir el misterio detrás del juego encontrando una especie de código en el sonido de CURS>R, en un idioma desconocido, teorizando que es lo que permite al juego interactuar con el mundo real. Juntos logran sobrevivir la noche después de que el juego explota el trauma de Kayla por la muerte de su hermano, quien se ahogó en una piscina pública mientras ella lo vigilaba. Isaac y Kayla piratean el número del premio a una instalación de almacenamiento donde se creó el juego. 
En el lugar encuentran cintas de las sesiones de grabación de la creación de CURS>R, donde descubren que los símbolos son una maldición ancestral que Beck, el creador del juego, encontró, digitalizó y utilizó como la base del código del juego; programándolo para que entre mayor sea el sufrimiento y desgracias que experimente el jugador, mayor serán los beneficios y bendiciones que él, o quien controle el juego, obtengan. Cuando los muchachos intentan verificar si es posible manipular el código, el juego declara que ello equivale a hacer trampa y se activa prematuramente atrapando a Isaac y obligando a Kayla a elegir, pero Isaac le exige que juegue sacrificándose para que ella se salve.
El juego le ordena a Kayla que "venza al jefe" y le unas coordenadas que la llevan a la casa de Hal, ahora un hombre cruel que tortura a Laura y Gabe. Hal explica que nunca terminó el juego ya que después de jugar dos niveles, aceptó la oferta de hacer copias y distribuirlas a cambio de ser liberado. El juego inicia y ordena a Kayla y Hal luchar a muerte, pero al atacarse descubren que si Hal es herido, Kayla recibe el daño y si Kayla es herida, Hal lo recibe. Se produce una intensa pelea, donde ambos se autolesionan para matar al otro y en la cual la joven es ayudada por Laura. Finalmente Kayla apenas logra sobrevivir cuando salta a la piscina ahogando a Hal antes que él pueda degollarse. 
Kayla recibe el premio del juego, que le permite tomar el control total de la maldición. Ella usa esta habilidad para hacer jugar a Lance, matándolo de una forma tan grotesca que le permite curar sus heridas e incluso sanar física y mentalmente a su madre. Luego se revela que el edificio en el que trabajaba Kayla es propiedad de Beck, quien la llama y le pregunta quién es el próximo en sufrir, a lo que Kayla responde que serán solo los que lo merezcan.

## Reparto
- Asa Butterfield como Isaac
- Iola Evans[1] como Kayla Edwards
- Eddie Marsan como Hal
- Robert Englund cómo él mismo (solo voz)
- Kate Fleetwood como Laura
- Ryan Gage como Lance
- Angela Griffin como Thea
- Joe Bolland como Beck
- Pete MacHale como Gabe

## Producción
En junio de 2021, se anunció que Butterfield, Evans y Marsan participaron en la película.
El rodaje tuvo lugar en Londres y concluyó en abril de 2021.

## Estreno
Netflix adquirió los derechos de distribución mundial de la película en julio de 2021.